# Méon
Méon és un municipi francès situat al departament de Maine i Loira i a la regió de País del Loira. L'any 2007 tenia 261 habitants.

## Demografia

### Població
El 2007 la població de fet de Méon era de 261 persones. Hi havia 112 famílies de les quals 36 eren unipersonals (24 homes vivint sols i 12 dones vivint soles), 36 parelles sense fills, 32 parelles amb fills i 8 famílies monoparentals amb fills.
La població ha evolucionat segons el següent gràfic:
Habitants censats

### Habitatges
El 2007 hi havia 146 habitatges, 115 eren l'habitatge principal de la família, 17 eren segones residències i 14 estaven desocupats. 142 eren cases i 3 eren apartaments. Dels 115 habitatges principals, 88 estaven ocupats pels seus propietaris, 26 estaven llogats i ocupats pels llogaters i 1 estava cedit a títol gratuït; 4 tenien una cambra, 8 en tenien dues, 18 en tenien tres, 38 en tenien quatre i 47 en tenien cinc o més. 95 habitatges disposaven pel capbaix d'una plaça de pàrquing. A 73 habitatges hi havia un automòbil i a 31 n'hi havia dos o més.

### Piràmide de població
La piràmide de població per edats i sexe el 2009 era:
| Homes | Edats   | Dones |
| ----- | ------- | ----- |
| 0     | 95 o +  | 0     |
| 0     | 90 a 94 | 0     |
| 4     | 85 a 89 | 8     |
| 4     | 80 a 84 | 4     |
| 4     | 75 a 79 | 4     |
| 8     | 70 a 74 | 12    |
| 0     | 65 a 69 | 8     |
| 4     | 60 a 64 | 4     |
| 12    | 55 a 59 | 8     |
| 16    | 50 a 54 | 8     |
| 12    | 45 a 49 | 16    |
| 8     | 40 a 44 | 12    |
| 4     | 35 a 39 | 4     |
| 4     | 30 a 34 | 4     |
| 0     | 25 a 29 | 12    |
| 20    | 20 a 24 | 0     |
| 12    | 15 a 19 | 12    |
| 0     | 10 a 14 | 0     |
| 8     | 5 a 9   | 0     |
| 0     | 0 a 4   | 4     |

## Economia
El 2007 la població en edat de treballar era de 146 persones, 103 eren actives i 43 eren inactives. De les 103 persones actives 98 estaven ocupades (53 homes i 45 dones) i 5 estaven aturades (2 homes i 3 dones). De les 43 persones inactives 21 estaven jubilades, 5 estaven estudiant i 17 estaven classificades com a «altres inactius».

### Ingressos
El 2009 a Méon hi havia 114 unitats fiscals que integraven 259 persones, la mediana anual d'ingressos fiscals per persona era de 12.701 €.

### Activitats econòmiques
Dels 7 establiments que hi havia el 2007, 3 eren d'empreses de construcció, 3 d'empreses de comerç i reparació d'automòbils i 1 d'una empresa classificada com a «altres activitats de serveis».
Dels 3 establiments de servei als particulars que hi havia el 2009, 1 era un guixaire pintor, 1 fusteria i 1 lampisteria.
L'únic establiment comercial que hi havia el 2009 era una floristeria.
L'any 2000 a Méon hi havia 15 explotacions agrícoles.

## Equipaments sanitaris i escolars
El 2009 hi havia una escola elemental integrada dins d'un grup escolar amb les comunes properes formant una escola dispersa.

## Poblacions més properes
El següent diagrama mostra les poblacions més properes.